# 전나영
전나영(1989년 1월 9일 ~ )은 대한민국에서 활동하는 한국계 네덜란드인 뮤지컬 배우이다. 2005년 뮤지컬 '햄릿'으로 데뷔했다.

## 방송
- 오! 나의 파트, 너 (2020)
- 로또싱어 (2020) - Top18(18위)

## 음반
- 로또싱어 8회 (2020)
- 로또싱어 9회 (2020)

## 영화
- 아키코 (2008) - 아키코 역
- 히토미 (2010) - 히토미 역
- 더 콜링 (2014) - 걸 역